# 水边镇 (英德市)
水边镇，是中华人民共和国广东省清远市英德市下辖的一个乡镇级行政单位。

## 行政区划
水边镇下辖以下地区：
水边社区、流寨村、黄竹村、五角村、乌城村、白坑村和热水村。